# Propriété topologique
 (novembre 2019).
En topologie et dans les domaines connexes des mathématiques, une propriété topologique (ou invariant topologique) est une propriété sur un espace topologique qui reste invariant sous l'application d'homéomorphismes. C'est-à-dire que chaque fois qu'un espace topologique X possède cette propriété, chaque espace homéomorphe à X possède également cette propriété. 
De manière informelle, une propriété topologique est une propriété qui peut entièrement être exprimée à l'aide d'ensemble ouverts. 
Un problème courant en topologie consiste à savoir si deux espaces topologiques sont homéomorphes ou non. Pour prouver que deux espaces ne sont pas homéomorphes, il suffit de trouver une propriété topologique qu'ils ne partagent pas. 

## Propriétés topologiques communes

### Fonctions cardinales
- Le cardinal |X| de l'espace topologique X.
- Le cardinal τ(X) de l'ensemble des ouverts de l'espace topologique X.
- Le Poids w(X) qui correspond au plus petit cardinal d'une base de la topologie de l'espace X.
- La Densité d(X) qui correspond au plus petit cardinal d'un sous-ensemble de X dont l'adhérence est X.

### Séparation
Notons que certains de ces termes sont définis différemment dans la littérature mathématique plus ancienne ; voir l'histoire des axiomes de séparation. 
- T0 ou de Kolmogorov. Un espace est de Kolmogorov si, pour chaque couple de points distincts x et y, il existe au moins soit un ensemble ouvert contenant x mais pas y, soit un ensemble ouvert contenant y mais pas x .
- T1 ou de Fréchet . Un espace est de Fréchet si pour chaque paire de points distincts x et y dans l'espace, il existe un ensemble ouvert contenant x mais pas y. (Comparez avec T0; ici, nous sommes autorisés à spécifier quel point sera contenu dans l'ensemble ouvert.) De manière équivalente, un espace est T1 si tous ses singletons sont fermés. Les espaces T1 sont toujours T0 .
- Sobre. Un espace est sobre si chaque ensemble fermé irréductible C a un point générique unique p. En d'autres termes, si C n'est pas l'union (éventuellement non disjointe) de deux sous-ensembles fermés plus petits, alors il existe un p tel que la fermeture de { p } est égale à C et que p est le seul point avec cette propriété.
- T2 ou séparé. Un espace est séparé si tous les couples de points distincts admettent des voisinages disjoints. Les espaces T2  sont toujours T1 .
- T2½ ou de Urysohn. Un espace est de Urysohn si tous les deux points distincts ont des proches voisinages disjoints. Les espaces T2½ sont toujours T2 .
- Complètement T2 ou complètement séparé. Un espace est complètement T2 si tous les couples de points distincts sont séparés par une fonction. Tous les espaces complètement séparés sont de Urysohn.
- Régulier. Un espace est régulier si, chaque fois que C est un ensemble fermé et que p est un point qui n'est pas dans C, alors C et p ont des voisinages disjoints.
- T3 ou Hausdorff régulière. Un espace est Hausdorff normal s’il s’agit d’un espace T0 normal. (Un espace régulier est Hausdorff si et seulement si elle est T0, donc la terminologie est cohérente.)
- Complètement régulier. Un espace est complètement régulier si, chaque fois que C est un ensemble fermé et que p est un point qui n'est pas dans C, alors C et { p } sont séparés par une fonction.
- T3½, Tychonoff, Hausdorff complètement régulier ou complètement T3. Un espace Tychonoff est un espace T 0 complètement normal. (Un espace complètement normal est Hausdorff si et seulement si il est T0, la terminologie est donc la même.) Les espaces Tychonoff sont toujours des Hausdorff ordinaires.
- Normal. Un espace est normal si deux ensembles fermés disjoints ont des voisinages disjoints. Les espaces normaux admettent des partitions d'unité.
- T4 ou Normal Hausdorff . Un espace normal est Hausdorff si et seulement si il est T1. Les espaces Hausdorff normaux sont toujours Tychonoff.
- Complètement normal. Un espace est complètement normal si deux ensembles séparés ont des voisinages disjoints.
- T5 ou complètement normal Hausdorff. Un espace est Hausdorff complètement normal si et seulement il est T1. Les espaces Hausdorff complètement normaux sont toujours des Hausdorff normaux.
- Parfaitement normal. Un espace est parfaitement normal si deux ensembles fermés disjoints sont précisément séparés par une fonction. Un espace parfaitement normal doit également être complètement normal.
- T6 ou Hausdorff parfaitement normal, ou parfaitement T4 . Un espace est parfaitement normal Hausdorff, s’il est à la fois parfaitement normal et T1. Un espace Hausdorff parfaitement normal doit également être un espace Hausdorff tout à fait normal.
- Espace discret. Un espace est discret si tous ses points sont complètement isolés, c'est-à-dire si un sous-ensemble est ouvert.

### Conditions de comptabilité
- Séparabilité : Un espace est séparable s'il comporte un sous-ensemble dense dénombrable.
- Bases dénombrables de voisinages : Un espace est à bases dénombrables de voisinages si chaque point a une base de voisinages dénombrable.
- Base dénombrable : Un espace est à base dénombrable s'il a une base dénombrable d'ouverts pour sa topologie. Ces espaces sont toujours séparables, à bases dénombrables de voisinages et de Lindelöf.

### Connexité
- Connexe : Un espace est connexe s'il ne s'agit pas de l'union d'une paire d'ensembles ouverts non vides disjoints. De manière équivalente, un espace est connexe si les seuls ensembles ouvert-fermé sont l'ensemble vide et lui-même.
- Localement connexe : Un espace est localement connexe si chaque point a une base de voisinages composée d'ensembles connexes.
- Totalement discontinu : Un espace est totalement discontinu s'il n'a pas de sous-ensemble connexe avec plus d'un point.
- Connexe par arcs : Un espace X est connexe par arcs si, pour deux points x, y dans X, il existe un chemin p de x à y, c'est-à-dire une application continue p :   [0,1]   →   X avec p (0) = x et p (1) = y . Les espaces connexes par arcs sont toujours connexes.
- Localement connexe par arcs : Un espace est localement connexe par arcs si chaque point a une base de voisinages constituée d'ensembles connexes par arcs. Un espace localement connexe par arcs est connexe si et seulement s'il est connexe par arcs.
- Simplement connexe : Un espace X est simplement connexe s'il est connexe par arcs et toute chaque application continue f :   S 1   →   X est homotope à une application constante.
- Localement simplement connexe : Un espace X est localement simplement connexe si chaque point x de X a une base de voisinages simplement connexes.
- Relié simplement localement : Un espace X est simplement connecté de manière semi-locale si chaque point a une base locale de quartiers U telle que chaque boucle dans U soit contractile dans X. La connectivité simple semi-locale, une condition strictement plus faible que la connectivité simple locale, est une condition nécessaire à l'existence d'un revêtement.
- Contractile : Un espace X est contractile si l'application identité sur X est homotope à une application constante. Les espaces contractiles sont toujours simplement connectés.
- Irréductible : Un espace est irréductible si deux ensembles ouverts non vides ne sont disjoints. Chaque espace hyper-connecté est connecté.
- Ultra-connecté : Un espace est ultra-connecté si deux ensembles fermés non vides ne sont disjoints. Chaque espace ultra-connecté est connecté par un chemin.
- Grossier : Un espace est grossier si les seuls ensembles ouverts sont l'ensemble vide et lui-même. On dit qu'un tel espace à la topologie grossière .

### Compacité
- Compact : Un espace est compact si chaque recouvrement a un sous-recouvrement fini. Certains auteurs appellent ces espaces quasi compacts et réservent compacts pour les espaces de Hausdorff où chaque couverture ouverte a une couverture inférieure finie. Les espaces compacts sont toujours Lindelöf et paracompact. Les espaces Hausdorff compacts sont donc normaux.
- Séquentiellement compact : Un espace est compacté séquentiellement si chaque séquence a une sous-séquence convergente.
- Compatiblement compact : Un espace est infiniment compact si chaque couvercle ouvert dénombrable a un sous-recouvrement fini.
- Pseudocompact : Un espace est pseudocompact si toutes les fonctions continues de valeurs réelles sur cet espace sont délimitées.
- σ-compact : Un espace est σ-compact s'il est l'union dénombrable de sous-ensembles compacts.
- Lindelöf : Un espace est Lindelöf si chaque recouvrement ouvert comporte un sous-recouvrement dénombrable.
- Paracompact : Un espace est paracompact si chaque couverture ouverte a un raffinement ouvert fini localement. Les espaces Paracompact Hausdorff sont normaux.
- Localement compact : Un espace est localement compact si chaque point a une base locale composée de quartiers compacts. Des définitions légèrement différentes sont également utilisées. Les espaces Hausdorff localement compacts sont toujours Tychonoff.
- Ultra-connecté compact : Dans un espace compact ultra-connecté X, tout recouvrement ouvert doit contenir X lui-même. Les espaces compacts ultra-connectés non vides ont un plus grand sous-ensemble ouvert appelé monolithe .

### Métrisabilité
- Métrisable : Un espace est métrisable s'il est homéomorphe à un espace métrique. Les espaces métrisables sont toujours Hausdorff et paracompacts (et donc normaux et Tychonoff), et premiers comptes. De plus, un espace topologique (X, T) est dit métrisable s'il existe une métrique pour X telle que la topologie métrique T(d) soit identique à la topologie T.
- Polonais : Un espace est appelé polonais s'il est métrisable avec une métrique complète et séparable.
- Localement métrisable : Un espace est localement métrisable si chaque point a un voisinage métrisable.

### Divers
- Espace de Baire : Un espace X est un espace de Baire s'il n'est pas maigre en soi. De manière équivalente, X est un espace de Baire si l'intersection de toute famille dénombrable d'ensembles ouverts denses est dense.
- Homogénéité topologique : Un espace X est (topologiquement) homogène si pour chaque x et y dans X il y a un homéomorphisme f  : X → X tels que f (x) = y . Intuitivement, cela signifie que l'espace a la même apparence à chaque instant. Tous les groupes topologiques sont homogènes.
- Finement généré ou Alexandrov : Un espace X est Alexandrov si des intersections arbitraires d'ensembles ouverts dans X sont ouverts, ou de manière équivalente si des unions arbitraires d'ensembles fermés sont fermées. Ce sont précisément les membres finement générés de la catégorie des espaces topologiques et des applications continues.
- Zéro-dimensionnel : Un espace est de dimension zéro s'il a une base d'ensembles ouvert-fermé. Ce sont précisément les espaces avec une petite dimension inductive de 0 .
- Presque discret : Un espace est presque discret si chaque ensemble ouvert est fermé (donc ouvert-fermé). Les espaces presque discrets sont précisément les espaces de dimension zéro générés finiment.
- Booléen : Un espace est booléen s'il est de dimension zéro, compact et Hausdorff (de manière équivalente, totalement déconnecté, compact et Hausdorff). Ce sont précisément les espaces homéomorphes des espaces de Stone des algèbres Boole .
- torsion de Reidemeister (en)
- {\displaystyle \kappa }-résoluble : Un espace est dit {\displaystyle \kappa }-résoluble[1] (respectivement : presque {\displaystyle \kappa }-résoluble) s'il contient {\displaystyle \kappa } ensembles denses qui sont disjoints deux à deux (respectivement : presque disjoints sur l'idéal des sous-ensembles denses nulle part). Si l'espace n'est pas {\displaystyle \kappa }-résoluble alors il est appelé {\displaystyle \kappa }-irrésoluble.
- Résolu au maximum : Un espace {\displaystyle X} est résolu au maximum s'il est {\displaystyle \Delta (X)}-résoluble, où {\displaystyle \Delta (X)=\min\{|G|:G\neq \emptyset ,G{\mbox{ est ouvert}}\}}. Nombre {\displaystyle \Delta (X)} est appelé caractère de dispersion de {\displaystyle X}.
- Fortement discret : Ensemble {\displaystyle D} est un sous-ensemble fortement discret de l'espace {\displaystyle X} si les points en {\displaystyle D} peuvent être séparés par des quartiers disjoints par paires. Espace {\displaystyle X} est dit être très discret si chaque point non isolé de {\displaystyle X} est le point d'accumulation d'un ensemble fortement discret.